# The-Dream
Териус Юнгделл Нэш (англ. Terius Youngdell Nash; род. 14 июня 1978, Атланта), больше известный по сценическому имени The-Dream — американский R&B и соул автор-исполнитель, музыкальный продюсер. Он родился в городе Рокингем Северная Каролина, и воспитывался своей матерью до её смерти в 35 лет. The-Dream переехал в город Атланта штата Джорджия, где его воспитывал дедушка.

## Музыкальная карьера

### Начало пути
The-Dream познакомился с R&B продюсером Лэни Стюартом (англ. Laney Stewart) в 2001 году, который помог ему с публикацией авторских прав на песню «Everything» группы B2K с альбома «Pandemonium!». Под псевдонимом «The-Dream», он начал писать тексты песен для многих популярных артистов. Он работал около двух лет над вторым альбомом певицы Nivea — «Complicated», где он стал главным исполнительным продюсером. Териус Нэш продолжил писать и продюсировать совместно с Кристофером «Tricky» Стюартом, братом Лэни. Их общим успехом стала песня 2007 года — «Umbrella» в исполнении Рианны. Популярность «Umbrella» ускорила музыкальную карьеру Териуса, и, в 2007 году он подписал контракт с американским лейблом звукозаписи Def Jam Recordings.

### Соло
После заключения контракта с лейблом Def Jam Records The-Dream начинает работу над своим дебютным альбомом «Love Hate». Продюсером альбома выступил партнер певца «Tricky» Стюарт и Карлос LOS Da Maestro МакКинни, при участии Fabolous и певицы Рианны. Альбом с двенадцатью песнями был создан за восемь дней. Некоторые песни были написаны на основе личной жизни певца, о его бывшей супруге Nivea и о его жизни после развода. The-Dream объяснял название альбома «Love Hate», как сокращение от «Любит меня все лето, ненавидит всю зиму, потому что она любит когда я популярен, а когда я не популярен она уже не любит… Сейчас я известен и все меня любят, но когда я был никем — рядом не было никого». Альбом был выпущен 11 декабря 2007 года на Def Jam, и на собственном лейбле певца — Radio Killa Records, «Love Hate» был продан тиражом 59,000 копий и дебютировал на 30 месте в чарте Billboard 200. «Love Hate» так же занял 6 строчку в чарте Billboard Top R&B/Hip-Hop Albums. Дебютная работа певца получила положительные отзывы музыкальных критиков, например журнал Rolling Stone назвал альбом «одним из наиболее понравившихся R&B проектов года»
10 марта 2009 года The-Dream выпустил свой второй альбом Love vs. Money. Он так же сотрудничал с Кристофером «Tricky» Стюартом, который стал продюсером большинства треков альбома, и Карлосом «LOS Da Maestro» МакКинни. Певец прибегнул к помощи Lil Jon для песни «Let Me See the Booty». Love vs. Money дебютировал на втором месте чарта Billboard 200, с продажами 151,000 копий за первую неделю.
В начале The-Dream заявил журналу Billboard. что выпустит свой третий альбмо Love King в декабре 2009 года; но в сентябре музыкант Кристофер Стюарт рассказал Rap-Up, что пластинка выйдет в 2010 году. В соответствии со словами The-Dream, он работал с T-Pain по крайней мере над одним треком, и это сотрудничество так впечатлило его, что он решил в будущем записаться с Канье Уэстом. В январе 2010 года музыкант официально объявил об окончании работы над пластинкой, которую назвал лучшей из всех его трёх сольных альбомов. Первый сингл «Love King» была выпущена 16 марта 2010 года для цифровой дистрибуции. The-Dream сказал, что всего будет выпущено четыре сингла и видеоклипа. Релиз альбома состоялся 29 июня 2010 года.
В июле 2009 года The-Dream анонсировал, что Love King будет его последним студийным альбомом; однако с выходом песни Sex Intelligent Remix, исполнитель заметил, что «6-07-2011 он бросит любовные похождения» и будет продюсировать, сочинять песни и принимать участие в записях других артистов.

## Личная жизнь
The-Dream отец 8 детей. После шести месяцев отношений, The-Dream женился на певице Нивеи в 2004 году. У пары трое детей: дочь Нэви Талия Нэш (10 мая 2005) и сыновья-близнецы Лондон Нэш и Кристиан Нэш (19 апреля 2006). 10 декабря 2007 года пара подала на развод. 15 июня 2008 The-Dream и Нивеа официально развелись.
В начале 2009 года The-Dream начал встречаться с Кристиной Милиан. В июне 2009 пара обручилась, а 4 сентября 2009 поженилась. Через 5 месяцев после свадьбы The-Dream подал документы на развод, всего за девять дней до рождения их дочери. 26 февраля 2010 года у The-Dream и Милиан родилась дочь Вайолет Мэдисон Нэш. 23 октября 2010 пара официально развелась.
В 2012 году встречался с Лидией Нэм. В 2013 году родился их сын.
3 июля 2014 года женился на Лалонн Мартинез. У пары четверо детей: сын Хейр Вулф (р. 8 мая 2015), сын Лорд (р. 5 августа 2016), дочь Мэврик Мэй (р. 14 августа 2017) и дочь Элизи (р. 6 мая 2019).

## Дискография
- 2007: Love Hate
- 2009: Love vs. Money
- 2010: Love King
- 2011: 1977 (доступен для скачивания)'[32]

## Награды и номинации
- American Music Awards
  - 2008, T-Mobile Breakthrough Artist [Номинирован]
- BET Awards
  - 2009, Лучший исполнитель в жанре R&B [Номинирован]
  - 2008, Лучший новый артист [Победил]
- BET Hip-Hop Awards
  - 2009, Выбор зрителей «Throw It in the Bag» при участии Fabolous [Победил]
- Грэмми
  - 2010, Песня года («Single Ladies (Put a Ring on It)» (автор песни) [Победил]
  - 2010, Альбом года (I Am...Sasha Fierce) (автор песни) [Номинирован]
  - 2010, Лучшая песня в жанре R&B Song («Single Ladies (Put a Ring On It)» (автор песни) [Победил]
  - 2008, Песня года («Umbrella») (автор песни) [Номинирован]
- Mobo Awards
  - 2007: Best Songwriter («Bed») [Nominated]
- Ozone Awards
  - 2008, Best R&B Artist [Nominated]